# Philodromus vulgaris
Philodromus vulgaris är en spindelart som först beskrevs av Nicholas Marcellus Hentz 1847.  Philodromus vulgaris ingår i släktet Philodromus och familjen snabblöparspindlar. Inga underarter finns listade i Catalogue of Life.